# Skelettmuskelprotein FHL-1
Four and a half LIM domain protein 1 (kurz FHL-1), auch Skeletal muscle LIM-protein 1 (kurz SLIM oder SLIM-1) ist ein Protein, dass im FHL1-Gen („Four-and-a-half LIM domains 1“-Gen) kodiert wird. Das Gen ist auf dem langen Arm des X-Chromosoms lokalisiert. Die genaue Position lautet Xq26.3. 
Insgesamt gibt es 3 Isoformen des Proteins, die durch alternatives Spleißen entstehen und jeweils in mehreren und unterschiedlichen Geweben, unter anderem im Skelettmuskel, exprimiert werden.
Das Four and a half LIM domains protein 1 besitzt insgesamt viereinhalb LIM-Domänen. Bei einer LIM-Domäne handelt es sich um eine hochkonservierte doppelte Zinkfingerdomäne, die aus über 50 Aminosäuren besteht und reich an Cystein ist. „LIM“ ist ein Akronym für 3 Proteine, bei denen diese Zinkfingerdomäne oder Homöodomäne ebenfalls vorkommt: LIN11, ISL1 und MEC3 (aus Caenorhabditis elegans).
Die Funktion der LIM-Proteine, also auch des FHL-1, ist unklar. Bekannt ist, dass sie durch Interaktionen mit anderen Proteinen im Zellkern an der gewebespezifischen Genregulation und im Zytoplasma an der Organisation des Zytoskeletts beteiligt sind.

## Medizinische Bedeutung
Insgesamt wurden seit Nachweis der ersten Mutation im FHL1-Gen 2008 über 25 Mutationen im FHL-1-Gen nachgewiesen. Vier Muskelerkrankungen sind mit Mutationen im FHL1-Gen assoziiert:
- X-chromosomal-rezessiv vererbte skapuloperoneale Muskeldystrophie
- Reducing Body Myopathy (RBM)
- X-chromosomale Myopathie mit posturaler Muskelatrophie (XMPMA)
- Emery-Dreifuss-Muskeldystrophie Typ 6 (EDMD 6)

Sie werden auch als FHL1-Gen assoziierte Myopathien oder als FHL1opathien bezeichnet.